# منطقه سوراخانی
منطقهٔ سوراخانی نام منطقه‌ای در شهر باکو در جمهوری آذربایجان است که ۱۹۶۷۰۰ نفر جمعیت دارد.
این محل بعلت قرار گرفتن آتشگاه باکو در آن مشهور است. آتشگاه باکو محل عبادت پیروان دین ایرانی زرتشت بوده است که بر روی یک میدان گازی بنا شده و بنابراین از ابتدا گاز طبیعی از زمین به هواکره نشت می‌کرده و سبب آتش‌سوزی‌های طبیعی می‌شده است.
واژه سوراخانی از زبان تاتی قفقاز گرفته شده و احتمالاً به سوراخها یا دریچه‌ها اشاره دارد یا از واژه سرخ می‌آید و به رنگ سرخ آتش آتشگاه اشاره می‌کند. منابع تاریخی عقیده دارند که تا پیش از بنا شدن این آتشگاه در قرن هجدهم هم مردم به این منطقه سوراخانی می‌گفتند پس احتمال دارد این نامگذاری به دلیل وجود هفت دریچه نشت گاز طبیعی که شعله‌ور می‌باشند باشد.